# Milton Benítez
Milton Rodrigo Benítez Lirio (n. Pedro Juan Caballero, Departamento de Amambay, Paraguay, 30 de marzo de 1986) es un futbolista paraguayo. Juega como interior derecho y actualmente es jugador libre. Tiene 38 años.

## Trayectoria
Debutó en Club Libertad donde realizó las divisiones inferiores, sin embargo, no tuvo muchas oportunidades y se fue al 3 de Febrero. Desde muy chico se le vieron condiciones para el fútbol; el 2007 pasó pruebas en el Liverpool.

### Vasco da Gama
Jugó todo el 2009 por el Vasco da Gama año en el que fue campeón del Campeonato Brasileño de Serie B, compartiendo equipo con Alan Kardec y Alex Teixeira.
A inicios del 2012, llega a Huachipato junto a Omar Merlo.
En el año 2018, refuerza al Deportivo Binacional de la Primera División del Perú clasificando a la próxima Copa Sudamericana. Fue denominado como la mejor contratación del club, jugando 32 partidos y anotando 9 goles.

## Clubes
| Club                 | País     | Año       |
| -------------------- | -------- | --------- |
| Libertad             | Paraguay | 2005      |
| 3 de Febrero         | Paraguay | 2006      |
| Libertad             | Paraguay | 2007      |
| Olimpia              | Paraguay | 2008      |
| 3 de Febrero         | Paraguay | 2008      |
| Vasco da Gama        | Brasil   | 2009      |
| 3 de Febrero         | Paraguay | 2010      |
| Sportivo Luqueño     | Paraguay | 2010-2011 |
| Huachipato           | Chile    | 2012      |
| Sol de América       | Paraguay | 2013      |
| Sportivo Luqueño     | Paraguay | 2014      |
| Nacional             | Paraguay | 2015-2016 |
| Rangers              | Chile    | 2017      |
| Deportivo Binacional | Perú     | 2018      |
| Sport Huancayo       | Perú     | 2019-2020 |

### Torneos nacionales
| Título          | Club       | País  | Año  |
| --------------- | ---------- | ----- | ---- |
| Torneo Clausura | Huachipato | Chile | 2012 |